# نقد يسوع
يُعد يسوع الناصري الشخصية التي تتمحور حولها الديانة المسيحية. يؤمن المسيحيون أنه كان (ولا زال) إلهًا، بينما يعتبره المسلمون واحدًا من أولي العزم من الرسل. ومنذ الوقت الذي عاش فيه يسوع، طال شخصيته العديد من الأفراد بالنقد، ومن بينهم بعض مسيحيي الديانة.
من بين المنتقدين الأوائل ليسوع والمسيحية سيلسيوس في القرن الثاني الميلادي، وفرفريوس في القرن الثالث الميلادي. وفي القرن التاسع عشر الميلادي، وجّه فريدريش نيتشه انتقادات عنيفة ليسوع، حيث اعتبر تعاليمه «مضادة للطبيعة» في تعاملها مع مواضيع كالجنس. ومن بين المنتقدين المعاصرين البارزين ليسوع سيتا رام جويل وكريستوفر هيتشنز وبيرتراند راسل ودايانانادا ساراسواتي.

## إنتقادات يسوع من قبل معاصريه

### الفريسيون والكتبة
الفريسيون والكتبة انتقدوا يسوع وتلاميذه لعدم مراعاة الشريعة الموسوية. انتقدوا تلاميذه لعدم غسل أيديهم قبل تناول الطعام. لكن (الزعماء الدينيين شاركوا في طقوس التطهير الاحتفالية مثل الغسل حتى للكوع وتعميد الكؤوس والصحون قبل تناول الطعام فيها — Mark 7:1-23, Matthew 15:1-20.) وانتقد يسوع أيضا لتناول الطعام مع العشارين (Mark 2:15). كما انتقد الفريسيون تلاميذ يسوع لجمع الحبوب في يوم السبت (Mark 2:23–3:6).

### السحر وطرد الارواح الشريرة
في النصف الأخير من القرن الأول وحتى القرن الثاني، جادل معارضو اليهودية والوثنية للمسيحية أن معجزات وطرد الأرواح الشريرة من يسوع وأتباعه كانت نتيجة السحر.

## الانتقادات في اليهودية
اليهودية، بما في ذلك يهودية أرثوذكسية، يهودية حريدية، يهودية إصلاحية، يهود محافظون، وجمعية إعادة البناء لهيكل سليمان، ترفض فكرة يسوع كونه الله، أو شخص من الثالوث، أو وسيطا لله. اليهودية تقرر أيضا أن يسوع ليس هو المسيح المنقذ أو المخلص، بحجة أنه لم يف بالمشيح في تناخولا يجسد المؤهلات الشخصية للمسيح. وفقا للتقاليد اليهودية، لم يكن هناك أي من الأنبياء بعد ملاخي، الذي عاش قبل قرون من يسوع وأعطى تعاليمه حوالي 420 قبل الميلاد / قبل الميلاد. وبالتالي فإن اليهودية تنتقد المطالبات والتلميحات حول المسيانية بلده يسوع وهويته بأنه «ابن الله», كما وردت في العهد الجديد.
مشناه توراة, وهي عمل موثق من الشريعة اليهودية، وتشمل آخر توافق في الآراء المعمول بها في المجتمع اليهودي، في 'هيلخوت ميلاخيم 11: 10-12 وهي ترى أن يسوع هو «حجر عثرة» للذين يجعل «الغالبية قى العالم تخطئ لتخدم إلى جانب ألوهية الله».
حتى يسوع الناصري الذي يتصور انه سيكون المسيح وقتل من قبل المحكمة، وقد تنبأ به دانيال.   بالفعل من قبل ولهذا فقد قيل, "أن الأعضاء الخارجين عن القانون من أمتك ستنفذ لجعل موقف الرؤية (النبوي) وأنها تعثرت."Dan. 11:14] لأنه، هناك حجر عثرة كبير أكبر من هذا؟ ذلك أن كل  الأنبياء  تحدثوا بأن المسيح يعوض إسرائيل، ويحفظهم, ويجمع شعبهم  المطرود ويقوي الوصايا الخاصة بهم. وهذا يعد سببا يدفع (الدول) لتدمير إسرائيل بالسيف, ويبعثر بقاياهم، ويمعن في إذلالهم، ويبدل  التوراة، وجعل الغالبية العظمى من أخطاء العالم   تنشىء ألوهية إلى جانب الله. ومع ذلك، فإن أفكار خالق العالم؛ - ليست هناك قوة في الإنسان تدانيها بسبب  أن طرقنا ليست طرق الله، وأفكارنا ليست أفكار الله. وجميع هذه الأشياء التى أتى بها يسوع الناصري، و(محمد) في شريعة إسماعيل  الذي بلغت  عنه  — ليس هناك  (غرض) ولكن لتصويب الطريق لملك المسيح, واستعادة جميع دول العالم لخدمة الله معا. بحيث يقال، "لأن بعد ذلك سوف أتحول  نحو الدول و(أمنحهم) شفة واضحة، لدعوة كل منهم في سبيل الله وخدمة الله (جنبا إلى جنب كما) كتف واحد."Zeph. 3:9] انظروا كيف كل العالم يصبح بالفعل ممتلىء بأشياء المسيح، والأشياء من التوراة, والأشياء من الوصايا! وهذه الأمور انتشرت بين الجزر البعيدة وبين العديد من الدول غير المختونين من القلب.

## الإنتقاد حسب المصدر

### سيلسوس
سلسوس، الفيلسوف اليوناني من القرن الثانى والخصم المبكر للمسيحية، يتصاعد بإنتقادات واسعة ضد يسوع مؤسس عقيدة المسيحية  انه يختصم ويسخر من نسب يسوع، الحمل، الولادة والطفولة، العائلة، والموت، والقيامة، واستمرار النفوذ. وفقا لسيلسوس، فقد جاء أسلاف يسوع من قرية يهودية. وكانت والدته فتاة بلاد فقيرة التي حقق لها العيش من خلال غزل القماش. وقد عمل المعجزات من ممارسة السحر وكان رجل عائلة صغيرة. أبقى يسوع كل الأعراف اليهودية، بما في ذلك التضحية في معبد في القدس.فلم يجمع سوى عدد قليل من الأتباع وعلمهم أسوأ عاداته، بما في ذلك التسول من أجل المال. هؤلاء تلاميذه، اللذين بلغوا «عشرة من البحارة واثنين من محصلي الضرائب» لم يكونوا جديرين بالإحترام. في أحداث قيامة المسيح التي جاءت شهادتها من امرأة مختلة العقل، وكان الاعتقاد في القيامة نتيجة لشعوذة يسوع والتفكير المخبول من أتباعه، وكلها لغرض إقناع الآخرين، وذلك مما يزيد من فرصة للآخرين ليصبحوا متسولين.
ذكر سيلسوس أن يسوع كان الطفل اللقيط الجندي الروماني بانثيرا أو بانتيرا. هذه التهم لعدم شرعية ميلاد يسوع هي أقرب بيان تأريخى عن تهمة اليهود أن يسوع ولد نتيجة الزنا (انظر يسوع في التلمود)، وأن والده الحقيقى كان جنديا رومانيا اسمه بانثيرا. وكان بانثيرا اسم شائع بين الجنود الرومان في تلك الفترة. الاسم يحمل بعض التشابه إلى صفتة اليونانية 'بارثينوس' '، وهذا يعني «عذراء». قبر الجندي الروماني الذي يدعى تيبيريس أبيدس بانثيرا، وجدت في باد كروزناخ، في ألمانيا، والتي اتخذها بعض العلماء اسم بانتيرا الذي ذكر من قبل سيلسوس.
وفقا لسيلسوس، فإن يسوع ليس لديه مايربطه بنبؤات الكتاب المقدس العبري وكان الحديث عن قيامته محض حماقة.

### فرفريوس الصوري
الفيلسوف فرفريوس الصوري (.. ج 232 ج 304) الأفلاطوني المحدث ألف أطروحة من 15 مجلدا ضد المسيحيية، وقد حظرت من قبل الأباطرة قسطنطين وثيودوسيوس الثاني، وقد فقدت ولكن بقيت شظايا فقط منها على قيد الحياة الآن وجمعت من قبل أدولف فون هارناك. ونشرت منها أجزاء مختارة في الترجمة الإنجليزية التي كتبها J. ستيفنسون في عام 1957، منها ما يلي وهو مثال واحد:
حتى إذا افترض أن بعض اليونانيين هم من الحماقة بحيث يعتقدون أن الآلهة تسكن في التماثيل، وحتى إن ذلك لو اعتبر مفهوما محضا من (العقيدة) فذلك أهون من أن نعترف بأن القدرة الإلهية نزلت في رحم مريم العذراء، وأن تلك القدرة الإلهية أضحت جنينا، وبعد الولادة لفت في الخرق المتسخة مع الدم والصفراء، وأسوأ من ذلك.

### بانديت ليخ رام
بانديت ليخ رام كان حاسما تجاه المسيحية ويسوع، وقال انه لا يتفق مع الادعاء بأن يسوع هو ابن الله، وقال انه كتب كتابا، حيث خصص فصلا واحدا هو «ليس ابن الله، بل ابن يوسف النجار» كونه كان حاسما نحو يسوع، ورفض كونه إلها أو ولد لعذراء.

### فريدريش نيتشه

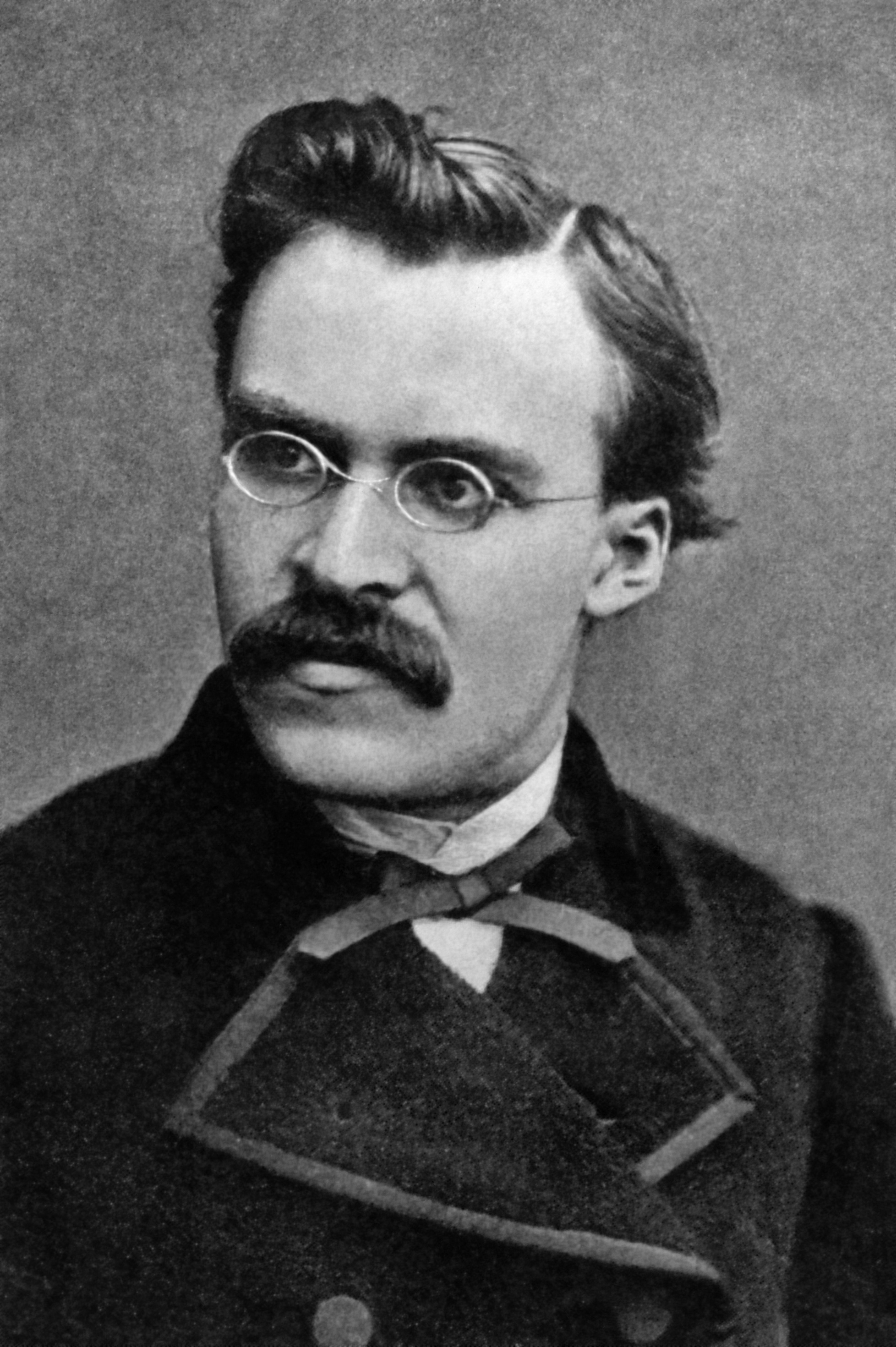
يعتبر نيتشه أن تعاليم يسوع غير منسجمة مع الطبيعة "غير طبيعية".

نيتشه، الفيلسوف في القرن التاسع عشر، لديه العديد من الانتقادات حول يسوع والمسيحية، بل وذهب إلى حد وصف نفسه بأنه ضد المسيح في الإنسان ، كل الإنسان جدا، وأفول الأصنام على سبيل المثال، نيتشه يتهم تعاليم الكنيسة ويسوع بأنها مضادة للطبيعية في تعاملها مع العواطف، وبخاصة الجنسية: [في موعظة على الجبل] وهناك ما يقال، على سبيل المثال، مع إشارة خاصة إلى الحياة الجنسية: إذا أساءت عينك في موضع ولحسن الحظ أدركت ذلك فغض الطرف فإن لا مسيحى يعمل وفقا لهذا المبدأ... المسيحي الذي يتبع تلك المشورة ويعتقد أنه قتل شهوانيته هو قد خدع نفسه: فهو يعيش في شكل مصاص دماء غريب معذب ومتنكر." نيتشه يعتبر يسوع بكل وضوح مؤدى للموت أو الهلاك، وأكثر من ذلك هو ضال، هو نقيض البطل الحقيقي، الذي كان يفترض أن يتوافق مفهومه مع بطل ديكوتومية.
لكن نيتشه لم يعترض، ولم يحتج على يسوع، وقال إن يسوع كان "المسيحي الحقيقي الوحيد". وقدم المسيح الذي تعد حياته الداخلية بها ينشد النعيم في السلام في لطف، ولكن العجز والعداوة، هناك انتقادات كثيرة من قبل نيتشه للكيان الذي نظم المسيحية وفئتها من الكهنة. أما بشارة المسيح فهي أن ملكوت الله في داخلكم. "ما هي "البشرى"؟ الحياة الحقيقية، الحياة الأبدية التي وجدت، إنها ليست وعدا، أنها في داخلك: كما تعيش الحياة في الحب....ما الخطيئة؟، إنها كل نوع من إضمحلال العلاقة بين الله والإنسان، إنها إلى زوال، بالضبط هذه هي 'البشرى' إن 'البشرى' هي على وجه التحديد أنه لا يوجد المزيد من الأضداد....

### داياناندا ساراسواتي
دايانانادا ساراسواتي، فيلسوف القرن ال19 ومؤسس آرياساماي، في كتابه  ساتى آرس براكاش  ينتقد المسيحية، وقال انه وصف يسوع بأنه «شيء عظيم في بلد الهمج غير المتعلمين»، وقال انه كتب ما يلي: -
«ويقول كل المبشرين المسيحيين يدعون أن يسوع كان شخصا هادئا جدا ومحبا للسلام. ولكن في الواقع أنه كان حاد المزاج تنقصه المعرفة وكان يتصرف كوحش في البرية. هذا يدل على أن يسوع لم يكن ابن الله، ولا كان لديه أي قوى خارقة أو معجزات. وقال انه لم يمتلك القدرة على مغفرة الخطايا. والصالحين ليسوا بحاجة إلى أي وسيط مثل يسوع. جاء يسوع لنشر الفتنة التي تحدث في كل مكان في العالم. ولذلك، فمن الواضح أن كونه ابن الله تعد خدعة، العليم بالماضي والمستقبل، وغافر الذنوب، تلك صفات أضفيت عليه زورا من قبل تلاميذه. في الواقع، إنه كان رجلا جاهلا عاديا جدا، لم يتعلم ولم يتحول إلى يوغي (ممارسا لليوحا).»

### برتراند راسل

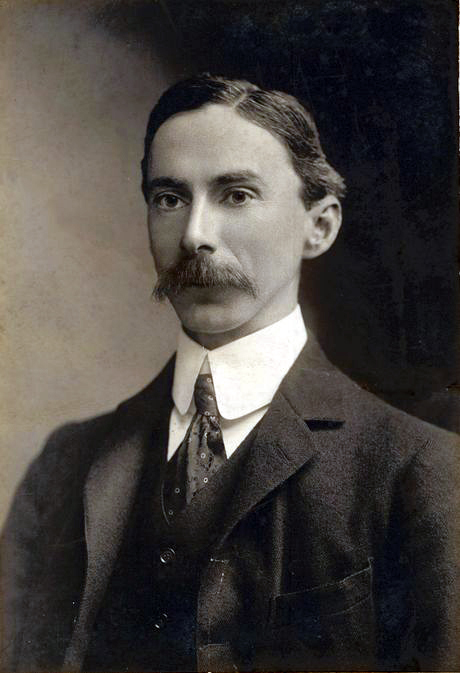
دعا برتراند رسل يسوع أنه ذى طبيعة إنتقامية نظرا لوجود خلل في شخصيته.

في المقال 1927  لماذا أنا لست مسيحيا  راسيل يشير إلى أجزاء من الإنجيل حيث يقول يسوع أن مجيئه الثاني سيحدث في حياة بعض مستمعيه  . وخلص من ذلك أن التنبؤ بيسوع كان غير صحيح، وبالتالي فإن يسوع هو «ليس من الحكمة بحيث يوصف بها مثل بعض الأشخاص الآخرين، وكان بالتأكيد ليس لديه شئ من الحكمة».
وفيما يتعلق بتعاليم يسوع الأخلاقية فإن روسيل لديه التالي ليقول:
هناك عيب خطير جدا في رأيي في خلق المسيح، وهو أنه كان يعتقد في الجحيم. أنا نفسي أشعر أنه لايوجد أي شخص حقا لديه إنتماء إنساني عميق يمكن أن يعتقد في العقوبة الأبدية. المسيح بالتأكيد كما هو مبين في الأناجيل قد كان يؤمن بالعقوبة الأبدية، وتجد أناسا يكنون غضبا وحقدا ضد هؤلاء الناس الذين لا يستمعون إلى مواعظه- وهو الموقف الذي ليس من المألوف أن نجده مع الدعاة، ولكن الذي لا ينتقص بعض الشيء من التميز الفائق، كنت لا أجد، على سبيل المثال أن الموقف عند سقراط، حيث تجد أنه لطيف جدا ومؤدب تجاه الشعب الذي لن يستمع إليه؛ وأنه هو، في رأيي، أجدر بكثير من حكيم ليتخذ هذا الموقف بدلا من إتخاذ موقف الساخط.
كما أعرب راسيل عن شكه حول الوجود التاريخي ليسوع وتسائل عن أخلاق الدين: «أقول عامدا تماما أن الدين المسيحي، كما يطبق في الكنائس، كان ولا يزال العدو الرئيسي للتقدم الأخلاقى في العالم. .»

### كريستوفر هيتشنز
هيتشنز، المؤلف من أواخر القرن العشرين والصحفي، كان حاسما جدا من يسوع والدين المسيحى بشكل عام. وفيما يتعلق بتعاليم يسوع حول الجحيم، هيتشنز كتب:
إن إله موسى يدعو القبائل الأخرى، بما في ذلك شعبه الذين عانوا القتل والطاعون وحتى الاستئصال، ولكن عندما أغلق القبر على ضحاياه وتم الانتهاء أساسا معهم إلا انه لا يتذكر أن يلعن الذرية التي ستخلفهم. لم يكن حتى مجيء رسول السلام الذي يسمعنا عن أفكارا مروعة عن المزيد من معاقبة وتعذيب الموتى.
أحس هيتشنز أن يسوع كان غير متناسقا، يسأل: «إذا كان يسوع قد شفى الشخص الأعمى الذي قابله إذا لماذا لا يشفى العمى?»

### سيتا رام غويل
سيتا رام غويل في كتاب  يسوع المسيح: والتحايل للعدوان  يكتب أن مريم كانت امرأة غير متزوجة، أن مبدأ حمل العذراء وميلاد يسوع من قبل مريم الدائمة البتولية هو من الأساطير التي روج لها متى لأنها كانت أم لعدد قليل من الأطفال إلى جانب يسوع، وأيضا أنها ليست سوى الكنيسة الكاثوليكية التي لا تزال تتمسك بالاعتقاد حول مريم العذراء وولادة يسوع، وإلى أسطورة العذرية الدائمة لمريم.
ويبدو أن السبب الحقيقي لتأكيد أسطورة ولادة العذراء أن يكون أنه كان هناك دائما علامة استفهام معلقة على الأخلاق الجنسية لمريم، وكان من الواضح أنه الموضوع الذي سبب حرجا كبيرا لدى أوائل المسيحيين.
وأضاف غويل كذلك أن مريم ولدت يسوع نتيجة علاقتها برجل غير معروف الذي ليس هو يوسف النجار لاحقا.

## مزيد من القراءة
- Toledoth Yeshu, translation of Morris Goldstein (Jesus in the Jewish Tradition) and Alan Humm.